# Navalonguilla
Navalonguilla – gmina w Hiszpanii, w prowincji Ávila, w Kastylii i León, o powierzchni 90,75 km². W 2011 roku gmina liczyła 289 mieszkańców.